# Władimir Jesipow
Władimir Władimirowicz Jesipow, ros. Владимир Владимирович Есипов (ur. w 1867 lub 1869 r. w Twerze, zm. ?) – rosyjski prawnik, kryminolog, statystyk, wykładowca akademicki, publicysta
W 1888 r. ukończył imperatorską szkołę prawa, zaś w 1892 r. studia prawnicze na uniwersytecie w Moskwie. Objął funkcję redaktora głównego pisma „Trudy Warszawskogo statisticzeskogo komitieta” wydawanego przez Warszawski Komitet Statystyczny. Jednocześnie był redaktorem pisma „Warszawskij dniewnik”. Następnie został profesorem warszawskich wyższych kursów kobiecych i profesorem na katedrze prawa karnego i sądownictwa Uniwersytetu Warszawskiego. Wszedł w skład Międzynarodowego Związku Kryminologów i francuskiego Stowarzyszenia Więziennictwa. Był autorem licznych podręczników akademickich i prac naukowych z dziedziny prawa karnego i statystyki.